# Infante de España
Infante o infanta de España es el título, con tratamiento de alteza real, que se otorga en España a los hijos del rey o la reina y del príncipe heredero o la princesa heredera, dentro de lo que se llama familia real.
A diferencia de otras monarquías europeas, en España solo quien está llamado a suceder directamente al monarca recibe el título de príncipe o princesa. Los demás hijos del rey o la reina y los hijos del heredero o la heredera son llamados, por tradición histórica, infantes o infantas, con tratamiento de alteza real.
Los hijos de los infantes reciben el tratamiento de «excelentísimo/a señor/a» y tienen la consideración de grandes de España. Sus consortes en cambio no reciben automáticamente título ni tratamiento más que los que el rey les conceda por vía de gracia, generalmente de forma indirecta a través de su cónyuge. Así no es infante el marido de la infanta Margarita, aunque puede hacer uso del título de duque consorte de Soria con tratamiento de «excelentísimo señor», a título vitalicio mientras siga siendo su consorte o permanezca viudo.
Por otro lado, la legislación española permite al rey o a la reina conceder esta dignidad de forma excepcional a personas dignas de tal merecimiento; son los llamados infantes de gracia. De esta manera, el título de infante fue concedido a Carlos de Borbón, duque de Calabria, pretendiente al trono de las Dos Sicilias y primo del rey Juan Carlos I.
Los infantes tienen derecho a ser enterrados en el Monasterio de El Escorial, en el Panteón de Infantes.

## Regulación
La regulación del título de infante está contenida en Real Decreto 1368/1987, de 6 de noviembre, sobre régimen de títulos, tratamientos y honores de la Familia Real y de los Regentes.

## Actuales infantes de España

Corona abierta de infante.

Conforme a las leyes españolas, las actuales infantas de España son:
- Sofía de Borbón y Ortiz, hija menor del rey Felipe VI.
- Elena de Borbón y Grecia, duquesa de Lugo, hija mayor de Juan Carlos I y hermana del rey Felipe VI.
- Cristina de Borbón y Grecia, hija menor de Juan Carlos I y hermana del rey Felipe VI.
- Margarita de Borbón y Borbón, duquesa de Soria y de Hernani, hija menor del conde de Barcelona, hermana de Juan Carlos I y tía del rey Felipe VI.

## Historia

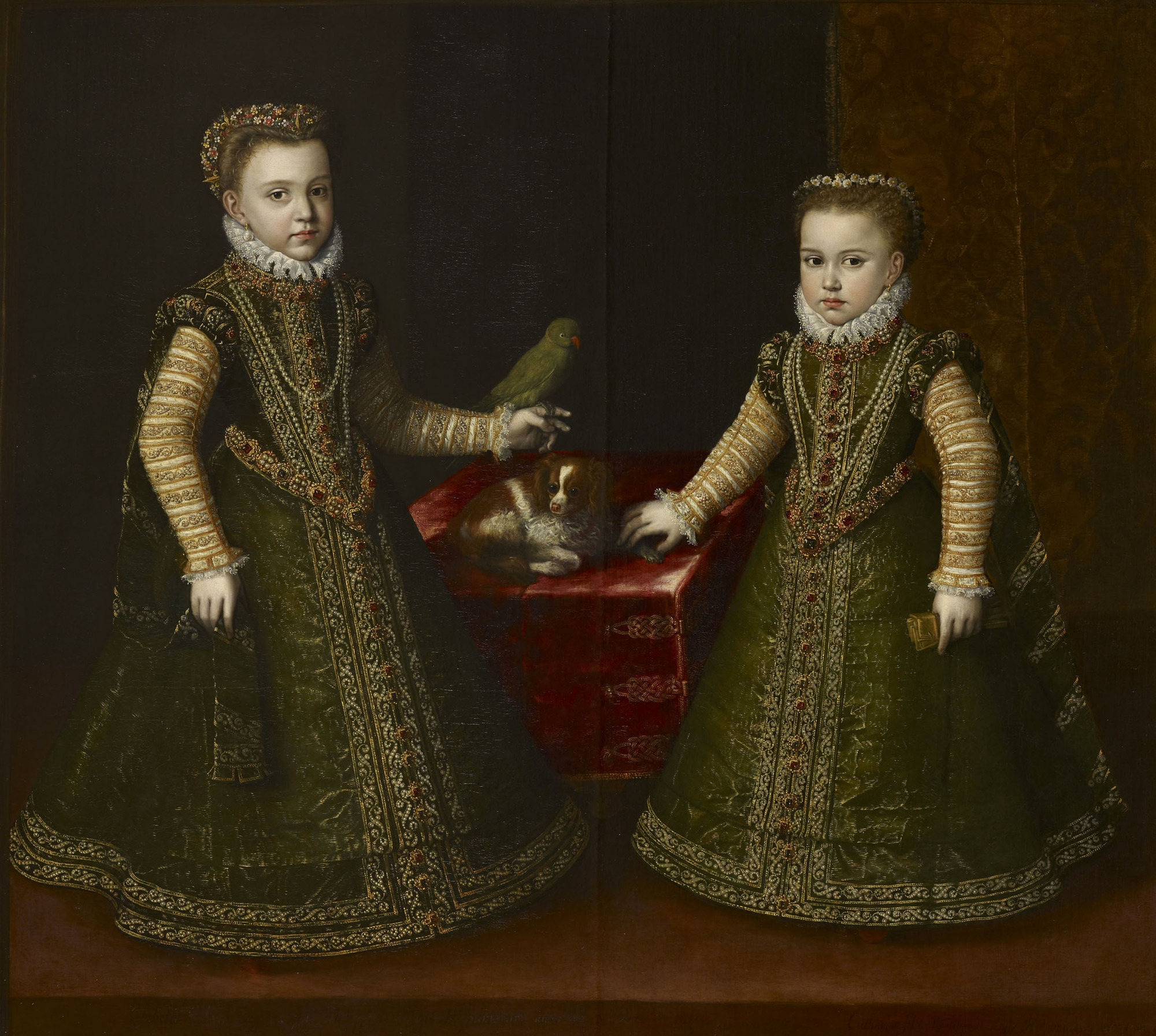
Las infantas Isabel Clara Eugenia y Catalina Micaela; hijas de Felipe II, rey de España y las Indias (por Sofonisba Anguissola, hacia 1570).

En las monarquías hispánicas medievales, tanto la castellana y la leonesa como la navarra o aragonesa, todos los hijos e hijas de los reyes, incluidos los primogénitos, recibían el título de infantes o infantas. Sin embargo, a fines del siglo XIV, Juan I de Castilla, hijo y sucesor de Enrique II de Trastámara, al casar a su hijo primogénito, el infante Enrique —futuro Enrique III— con Catalina de Lancaster, nieta del destronado y asesinado Pedro el Cruel, creó el título de príncipe de Asturias para la pareja, que en lo sucesivo fue otorgado a los herederos de la Corona, fuese cual fuese el sexo de estos. Por nacimiento, los hijos primogénitos de los reyes nacían infantes como sus hermanos, pero era en el momento de su designación como herederos por las Cortes cuando se convertían en príncipes de Asturias.
Lo mismo pasó en Navarra, cuando Carlos III el Noble creó para su nieto, el infante Carlos, hijo de su hija Blanca y del futuro Juan II de Aragón, el título de príncipe de Viana, con la idea de que dicho título fuese transmitido a los herederos de la Corona Navarra. Pero al ser conquistada Navarra por Fernando el Católico en 1512, el título del heredero de Navarra fue asumido por el heredero de Castilla y Aragón, aunque los Albret desterrados continuaron usando el título para sus herederos.

### Infantes de nacimiento
El único texto legal que regulaba la condición de infante de España, hasta 1765, era el de las Partidas, concretamente la ley I del título VII de la II partida, donde se dice «Infantes llaman en España a los hijos de los Reyes». La condición de infante se extendió, en fecha desconocida, a los hijos del príncipe de Asturias. Esto fue confirmado por un informe del consejo real en 1823.

Hasta el día de hoy, sólo los hijos del monarca y del príncipe heredero son considerados infantes de nacimiento. Así quedó regulado en el real decreto 1368/1987, de 6 de noviembre, sobre régimen de títulos, tratamientos y honores de la Familia Real y de los Regentes, en su artículo 3.
1. Los hijos del Rey que no tengan la condición de Príncipe o Princesa de Asturias y los hijos de este Príncipe o Princesa serán Infantes de España y recibirán el tratamiento de Alteza Real. Sus consortes, mientras lo sean o permanezcan viudos, tendrán el tratamiento y honores que el Rey, por vía de gracia, les conceda en uso de la facultad que le atribuye el apartado f) del artículo 62 de la Constitución.

### Infantes de gracia
A partir del reinado de Carlos III, se estableció la tradición de conceder a los nietos del rey la condición de infante. Ésta figura se denominó infante de gracia. Excepto por la concesión del título de infante a Sebastián de Borbón y Carlos III de Parma, bisnietos de Carlos IV; y a Roberto I de Parma, tataranieto de Carlos IV, el resto de concesiones se hicieron sólo a nietos de reyes españoles.
Los hijos de María de las Mercedes, a pesar de ser hijos de la princesa de Asturias, fueron creados infantes de gracia por real decreto y no adquirieron la condición automáticamente, como sí lo hacían los hijos del heredero cuando era un varón.

La figura del infante de gracia también fue regulada en el real decreto de 1987 sobre los títulos de la familia real, citado anteriormente, también en el tercer artículo, con la diferencia que su tratamiento pasaría a ser el de «alteza», y no «alteza real».
2. Asimismo el Rey podrá agraciar con la Dignidad de Infante y el tratamiento de Alteza a aquellas personas a las que juzgue dignas de esta merced por la concurrencia de circunstancias excepcionales.

### Infantes por matrimonio

#### Mujeres
La adquisición de la condición de infanta por la cónyuge ha pasado siempre de forma automática en los matrimonios dinásticos —cuando la mujer también pertenecía a una dinastía real— siempre y cuando contaran con autorización del monarca para la unión. La única excepción es cuando el matrimonio se daba siendo el infante ya rey de España. Entonces la consorte era reina, pero no infanta.
Esta situación cambió con el Real Decreto de 1987 sobre los títulos de la Familia Real: se eliminó la condición de infanta por matrimonio.
Dos casos únicos de infantas por matrimonio son los de la princesa Luisa de Orleans y María Luisa de Silva, I duquesa de Talavera de la Reina. Ambas se casaron con infantes a quién se había concedido el título por casarse con una infanta, y que habían quedado viudos. La princesa Luisa con Carlos de Borbón-Dos Sicilias, viudo de María de las Mercedes, princesa de Asturias; y la duquesa de Talavera de la Reina con Fernando de Baviera, viudo de la infanta María Teresa. Mientras que la princesa Luisa adquirió la condición de infanta después de su matrimonio, María Luisa de Silva no fue infanta hasta 1927, cuando Alfonso XIII le concedió la dignidad. Esta diferencia se debe a que la duquesa no pertenecía a ninguna familia real y el matrimonio, si bien autorizado, no fue dinástico.

#### Hombres
A partir de 1795, se dieron algunos casos en que el esposo de una infanta era creado infante. A diferencia de las mujeres, ningún hombre adquirió automáticamente la condición de infante tras el matrimonio, sino que eran creados infantes por vía de gracia mediante real decreto.

## Lista de infantes de España de la Casa de Borbón
Esta es una lista de las personas que han ostentado en España la dignidad de infante desde el ascenso de la Casa de Borbón al trono de España el 1700 con Felipe V, dividida en dos. Por un lado, los infantes de sangre real, tanto infantes natos como infantes de gracia. Por el otro, los infantes por matrimonio, hombres y mujeres.
Hasta el día de hoy, ha habido 133 infantes de España de la Casa de Borbón, 62 hombres y 71 mujeres.
No se incluyen en ellas los infantes considerados como tales por los diferentes pretendientes carlistas, a menos que también fueran reconocidos oficialmente por el gobierno de España. Tampoco los abortos o infantes nacidos muertos.

### Infantes de sangre real
Desde el año 1700, ha habido 105 infantes de sangre real: 57 hombres y 48 mujeres.
De todos estos, 63 (32 hombres y 31 mujeres) nacieron con la condición de infante, o la adquirieron automáticamente por el ascenso de su padre como rey de España y 42 (25 hombres y 17 mujeres) fueron creados infantes mediante reales decretos.
| Infante | Infante                                           | Nacimiento / decreto | Ascendencia real | Notas |
| ------- | ------------------------------------------------- | -------------------- | --- | --- |
|         | Luis I (1707-1724)                                | 1707                 | Hijo de Felipe V | Príncipe de Asturias (1709-1724) Rey de España (1724)                                                                                            |
|         | Felipe de Borbón (1709)                           | 1709                 | Hijo de Felipe V | |
|         | Felipe Pedro de Borbón (1712-1719)                | 1712                 | Hijo de Felipe V | |
|         | Fernando VI (1713-1759)                           | 1713                 | Hijo de Felipe V | Príncipe de Asturias (1724-1746) Rey de España (1746-1759)                                                                                       |
|         | Carlos III (1716-1788)                            | 1716                 | Hijo de Felipe V | Duque soberano de Parma (1731-1734) Rey de Nápoles y Sicilia (1735-1759) Rey de España (1759-1788)                                               |
|         | Francisco de Borbón (1717)                        | 1717                 | Hijo de Felipe V | |
|         | Mariana Victoria de Borbón (1718-1781)            | 1718                 | Hija de Felipe V | Reina consorte de Portugal (1750-1777) |
|         | Felipe I de Parma(1720-1765)                      | 1720                 | Hijo de Felipe V | XII conde de Chinchón (1738-1761) Duque soberano de Parma (1748-1765)                                                                            |
|         | María Teresa de Borbón (1726-1746)                | 1726                 | Hija de Felipe V | Delfina consorte de Francia (1745-1746) |
|         | Luis de Borbón (1727-1785)                        | 1727                 | Hijo de Felipe V | XIII conde de Chinchón (1761-1785) |
|         | María Antonia de Borbón (1729-1785)               | 1729                 | Hija de Felipe V | Reina consorte de Cerdeña (1773-1785) |
|         | Isabel de Borbón-Parma (1741-1763)                | 1741                 | Hija de Felipe I de Parma Nieta de Felipe V                                                                         | Princesa de Parma Archiduquesa heredera consorte de Austria (1760-1763)                                                                          |
|         | María Josefa Carmela de Borbón (1744-1801)        | 1759                 | Hija de Carlos III                                                                                                  | Princesa de Nápoles y Sicilia |
|         | María Luisa de Borbón (1745-1792)                 | 1759                 | Hija de Carlos III                                                                                                  | Princesa de Nápoles y Sicilia Emperatriz consorte del Sacro Imperio (1790-1792)                                                                  |
|         | Felipe Antonio de Borbón (1747-1777)              | 1759                 | Hijo de Carlos III                                                                                                  | Duque de Calabria |
|         | Carlos IV (1748-1819)                             | 1759                 | Hijo de Carlos III                                                                                                  | Príncipe de Nápoles y Sicilia Príncipe de Asturias (1760-1788) Rey de España (1788-1808)                                                         |
|         | Fernando I de las Dos Sicilias (1751-1825)        | 1759                 | Hijo de Carlos III                                                                                                  | Rey de Nápoles y Sicilia (1759-1816) Rey de las Dos Sicilias (1816-1825)                                                                         |
|         | Gabriel de Borbón(1752-1788)                      | 1759                 | Hijo de Carlos III                                                                                                  | Príncipe de Nápoles y Sicilia |
|         | Antonio Pascual de Borbón (1755-1817)             | 1759                 | Hijo de Carlos III                                                                                                  | Príncipe de Nápoles y Sicilia |
|         | Francisco Javier de Borbón (1757-1771)            | 1759                 | Hijo de Carlos III                                                                                                  | Príncipe de Nápoles y Sicilia |
|         | Fernando I de Parma (1751-1802)                   | 1765                 | Hijo de Felipe I de Parma Nieto de Felipe V                                                                         | Duque soberano de Parma (1765-1802) |
|         | Carlos Clemente de Borbón (1771-1774)             | 1771                 | Hijo de Carlos IV Entonces príncipe de Asturias                                                                     | |
|         | Carlota Joaquina de Borbón (1775-1830)            | 1775                 | Hija de Carlos IV Entonces príncipe de Asturias                                                                     | Reina consorte de Portugal (1816-1826) |
|         | María Luisa de Borbón (1777-1782)                 | 1777                 | Hija de Carlos IV Entonces príncipe de Asturias                                                                     | |
|         | María Amalia de Borbón (1779-1798)                | 1779                 | Hija de Carlos IV Entonces príncipe de Asturias                                                                     | |
|         | Carlos Domingo de Borbón (1780-1783)              | 1780                 | Hijo de Carlos IV Entonces príncipe de Asturias                                                                     | |
|         | María Luisa de Borbón (1782-1824)                 | 1782                 | Hija de Carlos IV Entonces príncipe de Asturias                                                                     | Reina consorte de Etruria (1801-1803) Duquesa soberana de Lucca (1815-1824)                                                                      |
|         | Carlos Francisco de Borbón (1783-1784)            | 1783                 | Hijo de Carlos IV Entonces príncipe de Asturias                                                                     | |
|         | Felipe Francisco de Borbón (1783-1784)            | 1783                 | Hijo de Carlos IV Entonces príncipe de Asturias                                                                     | |
|         | Fernando VII (1784-1833)                          | 1784                 | Hijo de Carlos IV Entonces príncipe de Asturias                                                                     | Príncipe de Asturias (1789-1808) Rey de España (1808-1833)                                                                                       |
|         | Pedro Carlos de Borbón (1786-1812)                | 1786                 | Hijo del infante Gabriel Nieto de Carlos III                                                                        | Infante de Portugal |
|         | María Carlota de Borbón (1787)                    | 1787                 | Hija del infante Gabriel Nieta de Carlos III                                                                        | Infanta de Portugal |
|         | Carlos María Isidro de Borbón (1788-1855)         | 1788                 | Hijo de Carlos IV Entonces príncipe de Asturias                                                                     | Pretendiente carlista al trono (1833-1845) Privado de su condición de infante y derecho de sucesión en 1834                                      |
|         | Carlos José de Borbón (1788)                      | 1788                 | Hijo del infante Gabriel Nieto de Carlos III                                                                        | Infante de Portugal |
|         | María Isabel de Borbón (1789-1848)                | 1789                 | Hija de Carlos IV                                                                                                   | Reina consorte de las Dos Sicilias (1825-1830)                                                                                                   |
|         | María Teresa de Borbón (1791-1794)                | 1791                 | Hija de Carlos IV                                                                                                   | |
|         | Felipe de Borbón (1792-1794)                      | 1792                 | Hijo de Carlos IV                                                                                                   | |
|         | Francisco de Paula de Borbón (1794-1865)          | 1794                 | Hijo de Carlos IV                                                                                                   | |
|         | Carlos II de Parma (1799-1883)                    | 1799                 | Hijo de la infanta María Luisa Nieto de Carlos IV                                                                   | Rey de Etruria (1803-1807) Duque soberano de Lucca (1824-1847) Duque soberano de Parma (1847-1849)                                               |
|         | Luisa Carlota de Borbón-Parma (1802-1857)         | 1802                 | Hija de la infanta María Luisa Nieta de Carlos IV                                                                   | Princesa de Etruria y de Lucca Princesa de Sajonia por matrimonio (1825-1838)                                                                    |
|         | Isabel Luisa de Borbón (1817-1818)                | 1817                 | Hija de Fernando VII                                                                                                | |
|         | Carlos Luis de Borbón (1818-1861)                 | 1818                 | Hijo del infante Carlos María Isidro Nieto de Carlos IV                                                             | Privado de su condición de infante y derecho de sucesión en 1834 por carlista Pretendiente carlista al trono (1845-1861)                         |
|         | Juan Carlos de Borbón (1822-1887)                 | 1822                 | Hijo del infante Carlos María Isidro Nieto de Carlos IV                                                             | Privado de su condición de infante y derecho de sucesión en 1834 por carlista Pretendiente carlista al trono (1861-1868)                         |
|         | Isabel Fernanda de Borbón (1821-1897)             | 1823                 | Hija del infante Francisco de Paula Nieta de Carlos IV                                                              | Condesa Gurowska por matrimonio (1841-1887) |
|         | Francisco de Asís de Borbón (1822-1902)           | 1823                 | Hijo del infante Francisco de Paula Nieto de Carlos IV                                                              | II duque de Cádiz Rey consorte de España (1846-1868)                                                                                             |
|         | Enrique de Borbón (1823-1870)                     | 1823                 | Hijo del infante Francisco de Paula Nieto de Carlos IV                                                              | I duque de Sevilla Privado de su condición de infante en 1848 por casarse en secreto Rehabilitado en 1854 Privado de nuevo en 1867               |
|         | Sebastián de Borbón (1811-1875)                   | 1824                 | Hijo del infante Pedro Carlos Nieto del infante Gabriel Bisnieto de Carlos III                                      | Infante de Portugal Privado de su condición de infante y derecho de sucesión en 1834 por carlista Rehabilitado en 1859                           |
|         | Luisa Teresa de Borbón (1824-1900)                | 1824                 | Hija del infante Francisco de Paula Nieta de Carlos IV                                                              | Duquesa consorte de Sessa (1847-1881) |
|         | Fernando de Borbón (1824-1861)                    | 1824                 | Hijo del infante Carlos María Isidro Nieto de Carlos IV                                                             | Privado de su condición de infante en 1834 por carlista                                                                                          |
|         | Eduardo de Borbón (1826-1830)                     | 1826                 | Hijo del infante Francisco de Paula Nieto de Carlos IV                                                              | |
|         | Josefa Fernanda de Borbón (1827-1910)             | 1827                 | Hija del infante Francisco de Paula Nieta de Carlos IV                                                              | Privada de su condición de infanta en 1848 por casarse en secreto Rehabilitada en 1855                                                           |
|         | María Teresa de Borbón (1828-1829)                | 1828                 | Hija del infante Francisco de Paula Nieta de Carlos IV                                                              | |
|         | Isabel II (1830-1904)                             | 1830                 | Hija de Fernando VII                                                                                                | Princesa de Asturias (1833) Reina de España (1833-1868) Jefa de la Casa Real (1868-1870)                                                         |
|         | María Luisa Fernanda de Borbón (1832-1897)        | 1832                 | Hija de Fernando VII                                                                                                | Princesa de Orleans y duquesa de Montpensier por matrimonio (1846-1890)                                                                          |
|         | Fernando María de Borbón (1832-1854)              | 1832                 | Hijo del infante Francisco de Paula Nieto de Carlos IV                                                              | |
|         | María Cristina de Borbón (1833-1902)              | 1833                 | Hija del infante Francisco de Paula Nieta de Carlos IV                                                              | Infanta de Portugal por matrimonio (1860-1875)                                                                                                   |
|         | Amalia de Borbón(1834-1905)                       | 1834                 | Hija del infante Francisco de Paula Nieta de Carlos IV                                                              | Princesa de Baviera por matrimonio (1856-1875)                                                                                                   |
|         | María Isabel de Orleans (1848-1919)               | 1850                 | Hija de la infanta María Luisa Fernanda Nieta de Fernando VII                                                       | Princesa de Orleans Condesa consorte de Paris (1833-1894)                                                                                        |
|         | Fernando Francisco de Borbón (1850)               | 1850                 | Hijo de Isabel II                                                                                                   | |
|         | María Amalia de Orleans (1851-1870)               | 1851                 | Hija de la infanta María Luisa Fernanda Nieta de Fernando VII                                                       | Princesa de Orleans |
|         | Isabel de Borbón (1851-1931)                      | 1851                 | Hija de Isabel II                                                                                                   | Princesa de Asturias (1852-1857; 1875-1880) Princesa de las Dos Sicilias y condesa de Girgenti por matrimonio (1868-1871)                        |
|         | Carlos III de Parma (1823-1854)                   | 1852                 | Hijo de Carlos II de Parma Nieto de la infanta María Luisa Bisnieto de Carlos IV                                    | Duque soberano de Parma (1849-1854) |
|         | María Cristina de Orleans (1852-1879)             | 1852                 | Hija de la infanta María Luisa Fernanda Nieta de Fernando VII                                                       | Princesa de Orleans |
|         | María Cristina de Borbón (1854)                   | 1854                 | Hija de Isabel II                                                                                                   | |
|         | Roberto I de Parma (1848-1907)                    | 1854                 | Hijo de Carlos III de Parma Nieto de Carlos II de Parma Bisnieto de la infanta María Luisa Tataranieto de Carlos IV | Duque de Parma (soberano: 1854-1859, titular: 1859-1907)                                                                                         |
|         | Margarita de Borbón (1855)                        | 1855                 | Hija de Isabel II                                                                                                   | |
|         | María de Regla de Orleans (1856-1861)             | 1856                 | Hija de la infanta María Luisa Fernanda Nieta de Fernando VII                                                       | Princesa de Orleans |
|         | Alfonso XII (1857-1885)                           | 1857                 | Hijo de Isabel II                                                                                                   | Príncipe de Asturias (1857-1868) Jefe de la Casa Real (1870-1874) Rey de España (1874-1885)                                                      |
|         | María de la Concepción de Borbón (1859-1861)      | 1859                 | Hija de Isabel II                                                                                                   | |
|         | Fernando de Orleans (1859-1873)                   | 1859                 | Hijo de la infanta María Luisa Fernanda Nieto de Fernando VII                                                       | Príncipe de Orleans |
|         | María de las Mercedes de Orleans (1860-1878)      | 1860                 | Hija de la infanta María Luisa Fernanda Nieta de Fernando VII                                                       | Princesa de Orleans Reina consorte de España (1878)                                                                                              |
|         | María del Pilar de Borbón (1861-1879)             | 1861                 | Hija de Isabel II                                                                                                   | |
|         | Felipe de Orleans (1862-1864)                     | 1862                 | Hijo de la infanta María Luisa Fernanda Nieto de Fernando VII                                                       | Príncipe de Orleans |
|         | María de la Paz de Borbón (1862-1946)             | 1862                 | Hija de Isabel II                                                                                                   | Princesa de Baviera por matrimonio (1883-1946)                                                                                                   |
|         | Eulalia de Borbón (1864-1958)                     | 1864                 | Hija de Isabel II                                                                                                   | Princesa de Orleans por matrimonio (1866-1930) Duquesa consorte de Galliera (1895-1930)                                                          |
|         | Francisco de Asís de Borbón (1866)                | 1866                 | Hijo de Isabel II                                                                                                   | |
|         | Antonio de Orleans (1866-1930)                    | 1866                 | Hijo de la infanta María Luisa Fernanda Nieto de Fernando VII                                                       | Príncipe de Orleans IV duque de Galliera (1895-1930)                                                                                             |
|         | Luis María de Orleans (1867-1874)                 | 1867                 | Hijo de la infanta María Luisa Fernanda Nieto de Fernando VII                                                       | Príncipe de Orleans |
|         | María de las Mercedes de Borbón (1880-1904)       | 1880                 | Hija de Alfonso XII                                                                                                 | Princesa de Asturias (1881-1904) |
|         | María Teresa de Borbón (1882-1912)                | 1882                 | Hija de Alfonso XII                                                                                                 | Princesa de Baviera por matrimonio (1906-1912)                                                                                                   |
|         | Alfonso de Orleans (1886-1975)                    | 1886                 | Hijo de la infanta Eulalia Nieto de Isabel II                                                                       | Príncipe de Orleans V duque de Galliera (1930-1937) Privado de su condición de infante en 1909 por casarse sin autorización Rehabilitado en 1912 |
|         | Luis Fernando de Orleans (1888-1945)              | 1888                 | Hijo de la infanta Eulalia Nieto de Isabel II                                                                       | Príncipe de Orleans Privado de su condición de infante en 1924                                                                                   |
|         | Alfonso de Borbón-Dos Sicilias (1901-1964)        | 1901                 | Hijo de María de las Mercedes Princesa de Asturias Nieto de Alfonso XII                                             | Jefe de la Casa de Borbón-Dos Sicilias como duque de Calabria (1960-1964)                                                                        |
|         | Fernando de Borbón-Dos Sicilias (1903-1905)       | 1903                 | Hijo de María de las Mercedes Princesa de Asturias Nieto de Alfonso XII                                             | Príncipe de las Dos Sicilias |
|         | Isabel Alfonsa de Borbón-Dos Sicilias (1904-1985) | 1904                 | Hija de María de las Mercedes Princesa de Asturias Nieta de Alfonso XII                                             | Princesa de las Dos Sicilias Condesa Zamoyska por matrimonio (1929-1961)                                                                         |
|         | Luis Alfonso de Baviera (1906-1983)               | 1906                 | Hijo de la infanta María Teresa Nieto de Alfonso XII                                                                | Príncipe de Baviera |
|         | Alfonso de Borbón (1907-1938)                     | 1907                 | Hijo de Alfonso XIII                                                                                                | Príncipe de Asturias (1907-1933) Conde de Covadonga (1933-1938)                                                                                  |
|         | Jaime de Borbón (1908-1975)                       | 1908                 | Hijo de Alfonso XIII                                                                                                | Duque de Segovia (1933-1975) Pretendiente al trono de Francia como duque de Anjou (1946-1975)                                                    |
|         | José Eugenio de Baviera (1909-1966)               | 1909                 | Hijo de la infanta María Teresa Nieto de Alfonso XII                                                                | Príncipe de Baviera |
|         | Beatriz de Borbón (1909-2002)                     | 1909                 | Hija de Alfonso XIII                                                                                                | Princesa consorte de Civitella-Cesi (1935-1986)                                                                                                  |
|         | María de las Mercedes de Baviera (1911-1953)      | 1911                 | Hija de la infanta María Teresa Nieta de Alfonso XII                                                                | Princesa de Baviera Princesa de Georgia por matrimonio (1946-1953)                                                                               |
|         | María Cristina de Borbón (1911-1996)              | 1911                 | Hija de Alfonso XIII                                                                                                | Condesa Marone-Cinzano por matrimonio (1940-1968)                                                                                                |
|         | María del Pilar de Baviera (1912-1918)            | 1912                 | Hija de la infanta María Teresa Nieta de Alfonso XII                                                                | Princesa de Baviera |
|         | Juan de Borbón (1913-1993)                        | 1913                 | Hijo de Alfonso XIII                                                                                                | Príncipe de Asturias de facto (1933-1941) Jefe de la Casa Real (1941-1975) Conde de Barcelona (1941-1993)                                        |
|         | Gonzalo de Borbón (1914-1934)                     | 1914                 | Hijo de Alfonso XIII                                                                                                | |
|         | Pilar de Borbón (1936-2020)                       | 1936                 | Hija de Juan de Borbón Entonces príncipe de Asturias Nieta de Alfonso XIII                                          | Duquesa de Badajoz (1967-2020) Vizcondesa consorte de la Torre (1967-2020)                                                                       |
|         | Juan Carlos I (n. 1938)                           | 1938                 | Hijo de Juan de Borbón Entonces príncipe de Asturias Nieto de Alfonso XIII                                          | Príncipe de Asturias (1941-1975) Príncipe de España (1969-1975) Rey de España (1975-2014)                                                        |
|         | Margarita de Borbón (n. 1939)                     | 1939                 | Hija de Juan de Borbón Entonces príncipe de Asturias Nieta de Alfonso XIII                                          | Duquesa de Soria y II duquesa de Hernani (desde 1981)                                                                                            |
|         | Alfonso de Borbón (1941-1956)                     | 1941                 | Hijo de Juan de Borbón Jefe de la Casa Real Nieto de Alfonso XIII                                                   | |
|         | Elena de Borbón (n. 1963)                         | 1963                 | Hija de Juan Carlos I Entonces príncipe de Asturias                                                                 | Duquesa de Lugo (desde 1995) |
|         | Cristina de Borbón (n. 1965)                      | 1965                 | Hija de Juan Carlos I Entonces príncipe de Asturias                                                                 | Duquesa de Palma de Mallorca (1997-2015) |
|         | Felipe VI (n. 1968)                               | 1968                 | Hijo de Juan Carlos I Entonces príncipe de Asturias                                                                 | Príncipe de Asturias (1977-2014) Rey de España (desde 2014)                                                                                      |
|         | Carlos de Borbón-Dos Sicilias (1938-2015)         | 1994                 | Hijo del infante Alfonso Nieto de María de las Mercedes Princesa de Asturias Bisnieto de Alfonso XII                | Jefe de la Casa de Borbón-Dos Sicilias como duque de Calabria (1964-2015)                                                                        |
|         | Leonor de Borbón (n. 2005)                        | 2005                 | Hija de Felipe VI Entonces príncipe de Asturias                                                                     | Princesa de Asturias (desde 2014) |
|         | Sofía de Borbón (n. 2007)                         | 2007                 | Hija de Felipe VI Entonces príncipe de Asturias                                                                     | |

### Lista de infantes por matrimonio
Desde el año 1700, ha habido 28 infantes por matrimonio: 23 mujeres y 5 hombres. Todas las mujeres menos una se convirtieron en infantas al casarse.
Todos los hombres y la I duquesa de Talavera, única consorte que no perteneció a la realeza, lo hicieron por real decreto.
| Infante | Infante                                                  | Matrimonio / decreto | Cónyuge                                      | Notas |
| ------- | -------------------------------------------------------- | -------------------- | -------------------------------------------- | --- |
|         | Luisa Isabel de Orleans (1709-1742)                      | 1721                 | Luis I Entonces príncipe de Asturias         | Princesa de Orleans Reina consorte de España (1724)                                                                                                 |
|         | Bárbara de Braganza (1711-1758)                          | 1729                 | Fernando VI Entonces príncipe de Asturias    | Infanta de Portugal Reina consorte de España (1746-1758)                                                                                            |
|         | María Amalia de Sajonia (1724-1760)                      | 1738                 | Carlos III Entonces rey de Nápoles y Sicilia | Princesa de Sajonia Reina consorte de Nápoles y Sicilia (1738-1759) Reina consorte de España (1759-1760)                                            |
|         | Luisa Isabel de Francia (1727-1759)                      | 1739                 | Felipe I de Parma                            | Hija de Francia Duquesa consorte de Parma (1739-1759)                                                                                               |
|         | María Luisa de Borbón-Parma (1751-1819)                  | 1765                 | Carlos IV Entonces príncipe de Asturias      | Princesa de Parma Reina consorte de España (1788-1808)                                                                                              |
|         | María Carolina de Austria (1752-1814)                    | 1768                 | Fernando I de las Dos Sicilias               | Archiduquesa de Austria Reina consorte de las Dos Sicilias (1768-1814)                                                                              |
|         | María Amelia de Austria (1746-1804)                      | 1769                 | Fernando I de Parma                          | Archiduquesa de Austria Duquesa consorte de Parma (1769-1802)                                                                                       |
|         | Mariana Victoria de Braganza (1768-1788)                 | 1785                 | Gabriel de Borbón                            | Infanta de Portugal |
|         | Luis I de Etruria (1773-1803)                            | 1795                 | María Luisa de Borbón                        | Príncipe de Parma Rey de Etruria (1801-1803) |
|         | María Antonia de Borbón-Dos Sicilias (1784-1806)         | 1802                 | Fernando VII Entonces príncipe de Asturias   | Princesa de las Dos Sicilias Princesa consorte de Asturias (1802-1806)                                                                              |
|         | María Teresa de Braganza (1793-1874)                     | 1810                 | Pedro Carlos de Borbón                       | Infanta de Portugal Princesa de Beira (1793-1795) Privada de su condición de infanta el 1838 carlista                                               |
|         | María Francisca de Braganza (1800-1834)                  | 1816                 | Carlos María Isidro de Borbón                | Infanta de Portugal |
|         | Luisa Carlota de Borbón-Dos Sicilias (1804-1844)         | 1819                 | Francisco de Paula de Borbón                 | Princesa de las Dos Sicilias |
|         | María Teresa de Saboya (1803-1879)                       | 1820                 | Carlos II de Parma                           | Princesa de Cerdeña Duquesa consorte de Parma (1847-1849)                                                                                           |
|         | María Amalia de Borbón-Dos Sicilias (1818-1857)          | 1832                 | Sebastián de Borbón                          | Princesa de las Dos Sicilias Infanta de Portugal por matrimonio (1832-1857)                                                                         |
|         | Luisa de Artois (1819-1864)                              | 1852                 | Carlos III de Parma                          | Nieta de Francia Duquesa consorte de Parma (1849-1854)                                                                                              |
|         | Antonio de Orleans (1824-1890)                           | 1859                 | María Luisa Fernanda de Borbón               | Príncipe de Orleans Duque de Montpensier |
|         | Cayetano de Borbón-Dos Sicilias (1846-1871)              | 1868                 | Isabel de Borbón                             | Príncipe de las Dos Sicilias Conde de Girgenti |
|         | María Pía de Borbón-Dos Sicilias (1849-1882)             | 1869                 | Roberto I de Parma                           | Princesa de las Dos Sicilias Duquesa consorte de Parma (1869-1882)                                                                                  |
|         | María Antonia de Braganza (1862-1959)                    | 1884                 | Roberto I de Parma                           | Infanta de Portugal Condición de infanta disputada                                                                                                  |
|         | Carlos de Borbón-Dos Sicilias (1870-1949)                | 1901                 | María de las Mercedes, princesa de Asturias  | Príncipe de las Dos Sicilias |
|         | Fernando de Baviera (1884-1958)                          | 1905                 | María Teresa de Borbón                       | Príncipe de Baviera |
|         | Luisa de Orleans (1882-1958)                             | 1907                 | Carlos de Borbón-Dos Sicilias                | Princesa de Orleans |
|         | Beatriz de Sajonia-Coburgo y Gotha (1884-1966)           | 1912                 | Alfonso de Orleans                           | Princesa del Reino Unido Duquesa de Galliera por matrimonio Se casó en 1909, sin autorización. No fue infanta hasta la rehabilitación de su marido. |
|         | María Luisa de Silva (1870-1955)                         | 1927                 | Fernando de Baviera                          | I duquesa de Talavera de la Reina (1914-1955) Con el tratamiento de Alteza (1914-1927)                                                              |
|         | María de las Mercedes de Borbón-Dos Sicilias (1910-2000) | 1935                 | Juan de Borbón Entonces príncipe de Asturias | Princesa de las Dos Sicilias |
|         | Alicia de Borbón-Parma (1917-2017)                       | 1936                 | Alfonso de Borbón-Dos Sicilias               | Princesa de Parma Duquesa consorte de Calabria (1936-1964)                                                                                          |
|         | Sofía de Grecia (n. 1938)                                | 1962                 | Juan Carlos I Entonces príncipe de Asturias  | |

## Miembros de la familia real sin consideración de infantes
Desde el ascenso de los Borbones, ha habido dos reyes que no han sido infantes de España, por distintos motivos:
- Felipe V, hijo de Francia y duque de Anjou en el momento de su ascenso al trono español, pasó directamente a ostentar la dignidad de rey sin ser infante.
- Alfonso XIII nació como hijo póstumo de Alfonso XII, fue declarado rey al momento de nacer.

Además, ha habido diversas reinas consortes que, al casarse con un rey español, pasaron directamente a ser reinas consortes, sin ser antes infantas por matrimonio y/o princesas consortes de Asturias:
Casadas con Felipe V:
- María Luisa de Saboya
- Isabel de Farnesio

Casadas con Fernando VII:
- María Isabel de Braganza
- María Josefa Amalia de Sajonia
- María Cristina de Borbón-Dos Sicilias

Casadas con Alfonso XII:
- María de las Mercedes de Orleans
- María Cristina de Habsburgo-Lorena

Casada con Alfonso XIII:
- Victoria Eugenia de Battenberg